# Broadway Serenade
Broadway Serenade is een Amerikaanse muziekfilm uit 1939 onder regie van Robert Z. Leonard.

## Verhaal
De zangeres Mary is getrouwd met de liedjesschrijver Jimmy. Ze werken in kleine clubs in New York. Wanneer ze doorbreken als artiesten, loopt hun huwelijk daardoor op de klippen.

## Rolverdeling
| Acteur              | Personage              |
| ------------------- | ---------------------- |
| Jeanette MacDonald  | Mary Hale              |
| Lew Ayres           | James Geoffrey Seymour |
| Ian Hunter          | Larry Bryant           |
| Frank Morgan        | Cornelius Collier jr.  |
| Wally Vernon        | Joey                   |
| Rita Johnson        | Judith Tyrrell         |
| Virginia Grey       | Pearl                  |
| William Gargan      | Bill                   |
| Katherine Alexander | Harriet Ingalls        |
| Al Shean            | Herman                 |
| Esther Dale         | Mevrouw Olsen          |
| Frank Pangborn      | Gene                   |
| E. Alyn Warren      | Everett                |
| Paul Hurst          | Reynolds               |
| Frank Orth          | Mijnheer Fellows       |